# Гореня вас-Ретече
Гореня вас-Ретече (словен. Gorenja vas-Reteče) — поселення в общині Шкофя Лока, Горенський регіон, Словенія. Висота над рівнем моря: 349,5 м.